# Идрис Эндиреевский
Идрис Эндиреевский (кум. Идрис-эфенди Эндирейли) — наиб Ауховского округа и один из ближайших сподвижников имама Шамиля, ученый-арабист и политический деятель. Уроженец кумыкского аула Эндирей. За боевые заслуги награжден всеми отличительными знаками Имамата. В 1851 году Шамиль наградил его орденом с именной записью и надписью.

## Биография

### Ранние годы
Идрис родился в семье Мустафы сына Али ал-Хафиза из рода обедневших узденей Эндирея, кумык. В его родословной были и другие известные ученые — дед Идриса Али был «хафизом» (человеком, знавшим Коран наизусть). Большим ученым был и его старший брат Салих (ум. в 1281 г.х.), имевший прозвище «Насир ад-дин», что означает помощник религии, и который занимал некоторые административные должности в Имамате.
Идрис обучался в медресе Эндирея, в котором обучались известные ученые Шора Ногмов и Мухаммад Аваби Акташи. Будущий наиб не ограничивался обучением в Эндирее — он побывал в различных аулах у самых лучших ученых Кумыкской равнины и Нагорного Дагестана. Среди учителей Идриса Мансур Гайдарбеков упоминает и Саида Араканского, у которого он обучался богословию, логике и филологии и точным наукам. После завершения обучения он некоторое время преподает в Эндирее.

### Уход к Шамилю
В 20-30-х годах Эндирей сотрясает несколько крупных восстаний против Российской империи (1819, 1825, 1831). Общество было расколото на две части: сторонников мира и войны. После подавления восстания 1831 года наиболее активные сторонники партии войны покидают Эндирей. В середине 1830-х годов в Имамат переселяется и Идрис.
Назир Доргелинский писал :

Он эмигрировал (хаджара) к имаму Шамилю Эфенди. Он служил ему годами душой и пером, верно и честно. Он не восставал против имама и не изменял ему. Он был (одним) из его преданных алимов. Имам его любил и уважал выше его достоинства

### Наиб Ауха
В 1847 году имам Шамиль назначает Идриса наибом Ауха за проявленную им инициативность и смелость.
Али Каяев писал:

 Он был из тех алимов Дагестана, которые вмешивались в политические дела страны. Политические убеждения его заключались в том, чтобы быть на стороне имамов, которые питали самое глубокое отвращение и вели священную войну против проклятой завоевательной и империалистической политики Российского самодержавия. Он жил в Эндирее и защищал имамов и их идеи 
Он же:

 Идрис Эфенди был один из самых боевых наибов Шамиля, участвовал в самых жарких сражениях и был награжден всеми знаками отличия
Через связи с высокопоставленными лицами в Эндирее, Идрис добывал важнейшую для Имамата информацию о расположении и дислокации русских войск.

### Охлаждение
Успехи успешнейшего наиба и особое доверие к нему Шамиля не могли не стать предметом зависти верхушки Имамата. На Идриса пишутся доносы и против него составляются заговоры. В 1848 году Кайирбек Буртунаевский совершает грабительский набег на Эндирей. В ауле имелось множество склоняющихся к поддержке Имамата людей. Идрис жестко раскритиковал грабительские набеги мюридов, от которых больше страдают кумыкские крестьяне, нежели русские войска. Завистники извратили слова наиба и выставили Идриса в глазах имама Шамиля в роли главы обширного заговора. Наибу после личной встречи удалось оправдаться, но, как пишет М.Гайдарбеков, «в конце концов, доносчики из наибов и других лжецов и клеветников донесли на него имаму».
Не помогает Идрису вернуть доверие и то, что путем невероятных усилий, ему удается получить и передать имаму информацию о готовящемся наступлении русских. Шамиль был глух и уже ему не доверял. Очень скоро ему пришлось сожалеть о том, что не предпринял необходимых мер.
В феврале 1859 года Шамиль для расследования в Аух к Идрису направляет Абакар-дибира. Проверка показала лживость всех обвинений против наиба. Однако после возвращения посланца, Шамиль неожиданно смещает Идриса и назначает наибом Ауха Шамхала, зятя Абакар-дибира. Имам предложил Идрису «решить все дела при встрече», что не оставило у Идриса никаких сомнений в намерении Шамиля расправиться с ним. Он выезжает в Тарки, получает амнистию и становиться сельским кадием в родном Эндирее.
Смещение Идриса вызвало недовольство у населения Ауха.

### Переписка с Шамилем
Некоторое время спустя Идрис посылает имаму письмо, написанное в прозе и стихах. В нем он объясняет ему существо дела и показывает факт предательства его некоторыми наибами. В тяжелые времена они более всего заняты кляузами и доносительством, а зачастую и откровенным стяжательством, нежели интересами имамата. Называя очернителей скорпионами и змеями, он пишет:

 О, сейид, сияния почета, которого освещали пределы и мировые пространства.
На меня тебе доносит тот, у кого в состоянии только невежество, замешательство, неповиновение и злоба.
Клянусь Аллахом великим: то, что он обо мне тебе читает, это ложь и клевета.
Какая же может быть безопасность, когда в наших странах распространились скорпионы, волки и змеи!? 
Он пишет с укором Шамилю:

 О, какое наказание тому, кто страдал любовью к Вам, которому нет ни причины, ни доказательства.
Кроме слов клеветника, который собирал всякие хитрости против мужа, наука которого есть свет и объяснение. 
Когда имам Шамиль прочел письмо, он горько пожалел о содеянном и понял, что целью доносчиков был раскол между ними.
Назир Доргелинский пишет:

 Когда прочитал его письма, имам сожалел о том, что он был намерен убить его, и убедился в предательстве наибов и лживости доносчиков и сказал с плачем, что теперь мое государство и могущество находится накануне распада 

### Последние годы
После этих событий Идрис-эфенди занимал должность кадия в Эндирее, занимаясь преподаванием в медресе. Он умер в 1874 году.

## Идрис-эфенди как ученый и писатель
Идрис стал знатоком точных наук, философии и арабской литературы, одним из выдающихся мастеров эпистолярного жанра своего времени. Его красноречие и ораторские способности были столь велики, что дагестанские алимы его даже прозвали — Идрис ал-Баяни, что означало «Идрис красноречивый».
Идрис был известным ученым и имел обширную библиотеку, большинство из книг которой было сожжено во время Октябрьской революции.
Али Каяев писал:

Будучи превосходным просвещенным писателем, обладавшим хорошими способностями и поэтическими склонностями, он писал на арабском языке красивые стихи, послания и письма 
Назир Доргелинский дает его поэзии следующую оценку:

В его поэзии нет суровости и безжизненности. Наоборот, она украшает уши превосходством оборотов и выражений
Основными темами произведений Идриса были освободительное движение, защита деятелей мюридизма от порицаний и нападок некоторых алимов. В письмах он умело приводит хадисы из Корана, хадисов, произведений классиков. Особенно он силен был в тахмисах.
Известный арабист Мансур Гайдарбеков пишет:

 Они (тахмисы) — лучшие стихи Идриса в смысле классической формы стихосложения на арабском языке 

### Основные произведения
Среди его произведений дошедших до нас:
- «Тухфат ал-абрар».
- «Баварик ал-Хавариф». Ответ на касыду Мама-Гиши, направленную против имамов.
- Несколько тахмисов
- Касыда, в которой он восхваляет семейство пророка.
- Стихи различных форм и содержаний.
- Большое количество корреспонденции
- Научные статьи и комментарии.